# Pfarrkirche Reichenfels

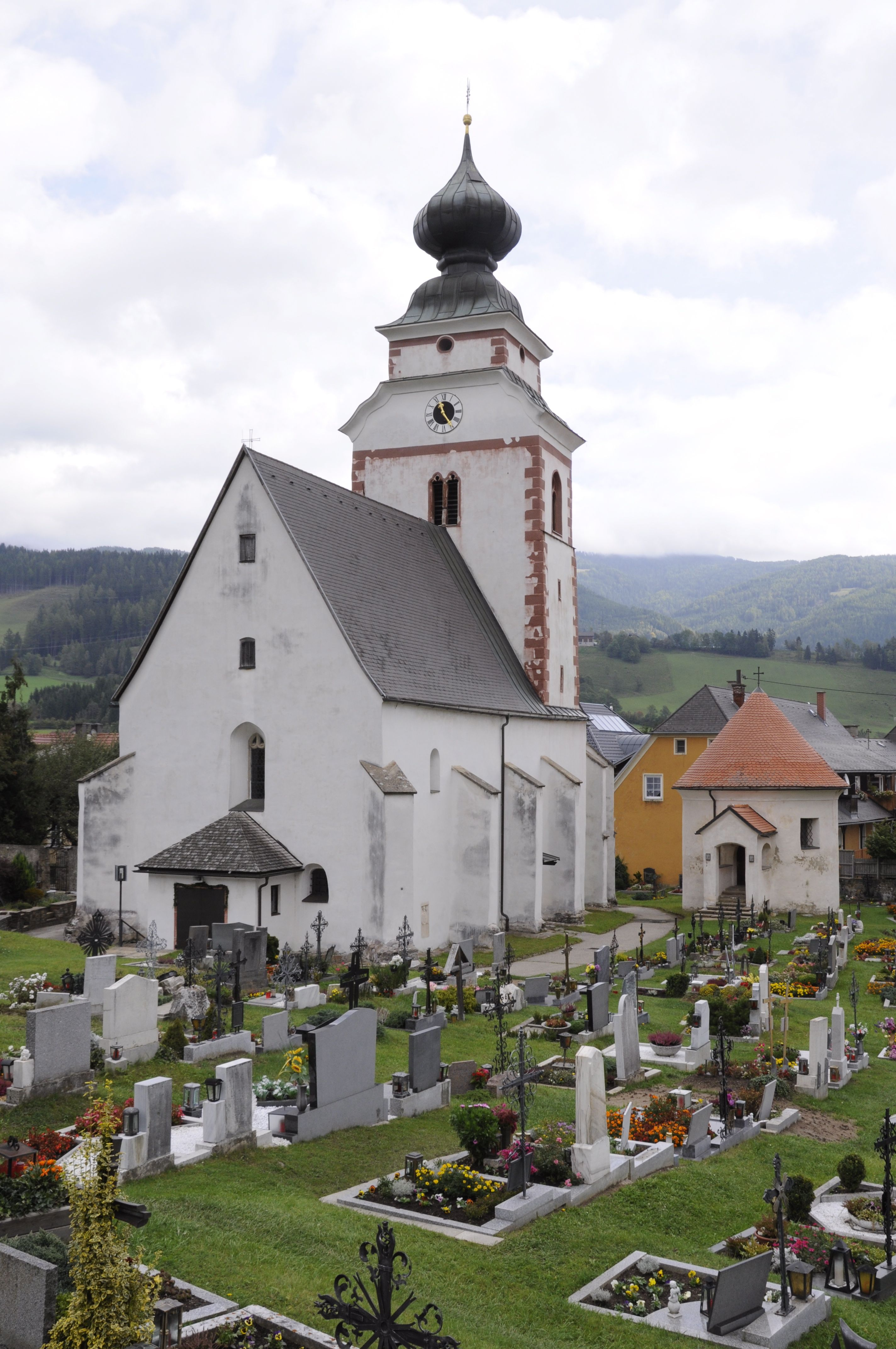
Katholische Pfarrkirche hl. Jakobus der Ältere in Reichenfels

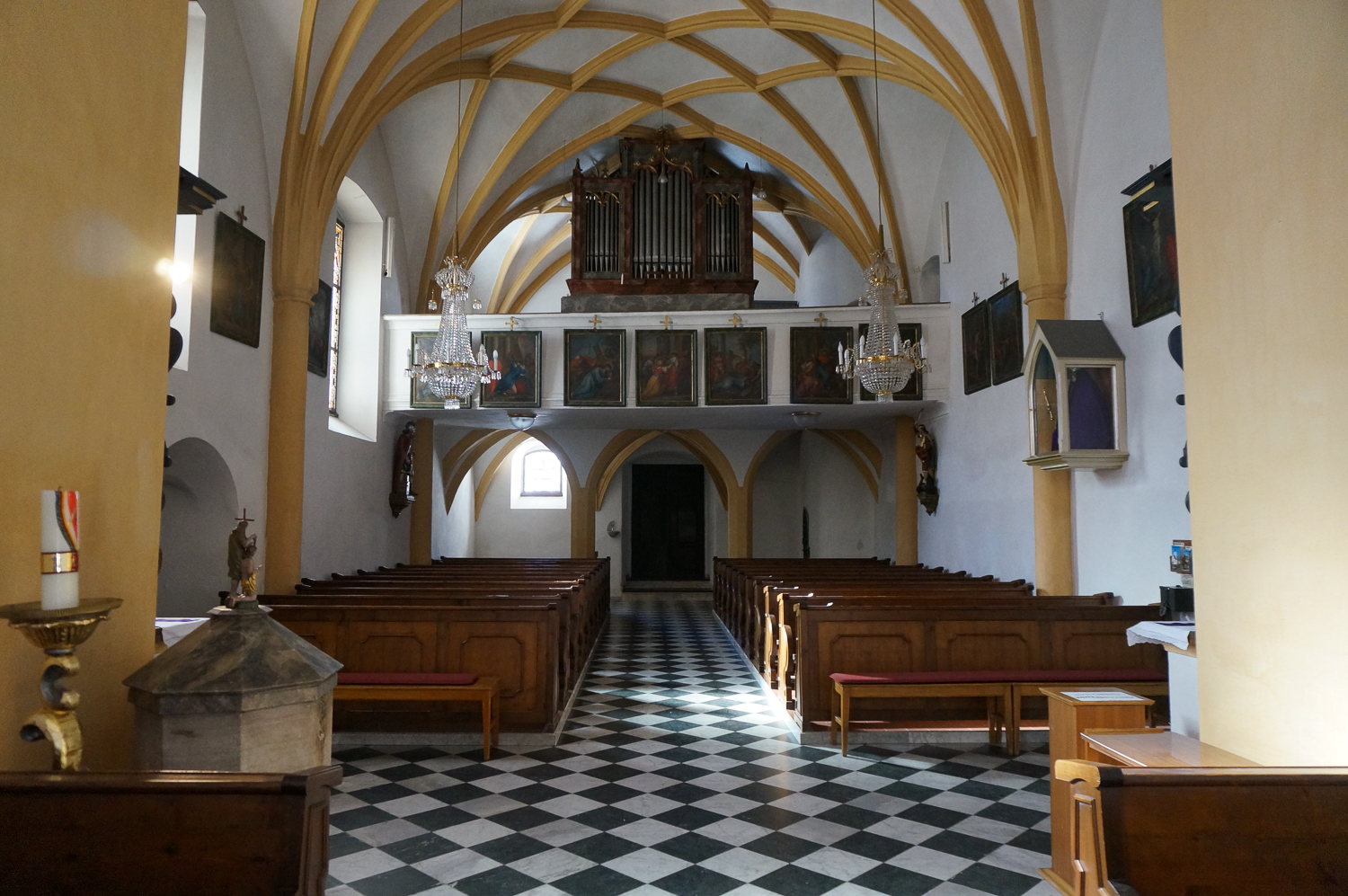
Ansicht vom Langhaus zur Empore mit der Kirchenorgel

Die Pfarrkirche Reichenfels steht in der Marktgemeinde Reichenfels im Bezirk Wolfsberg in Kärnten. Die dem Patrozinium des heiligen Jakobus der Ältere unterstellte römisch-katholische Pfarrkirche  gehört zum Dekanat Wolfsberg in der Diözese Gurk-Klagenfurt. Die Kirche und der Friedhof mit dem Karner stehen unter Denkmalschutz (Listeneintrag).

## Geschichte
Urkundlich wurde 1285 eine Kirche genannt. 1974 wurde die Kirche restauriert.
Die Chorturmkirche aus der ersten Hälfte des 13. Jahrhunderts wurde spätgotisch und barock verändert.

## Architektur
Die Kirche ist von einem Friedhof umgeben.
Das Langhaus hat außen einfache Strebepfeiler. Der spätgotische Chor mit einem Fünfachtelschluss hat außen zweistufige Strebepfeiler. Im Norden am Langhaus ist eine barocke Vorhalle aus dem 17. Jahrhundert und anschließend nördlich am Chor einen barocken Sakristeianbau. Die Türe des Nordportals ist eisenbeschlagen. Der spätgotische Turm hat im Glockengeschoß nördlich und westlich kleeblattbogige Zwillingsfenster und östlich ein Maßwerkfenster, der Turm trägt eine Zwiebelhaube um 1800.
Das Kircheninnere zeigt ein dreijochiges Langhaus mit einem spätgotischen Netzrippengewölbe aus dem Ende des 15. Jahrhunderts auf runden Wandvorlagen. Die Fensteröffnungen des Langhauses sind barock. Die dreiachsige spätgotische Westempore steht auf zwei Achteckpfeilern und ist mit Netzrippen unterwölbt. Die Westempore wird in der Nordwestecke mit einer ummauerten Wendeltreppe erschlossen. Der Triumphbogen aus dem 19. Jahrhundert ist spitzbogig. Der zweijochige Chor mit einem Fünfachtelschluss hat ein spätgotisches Netzrippengewölbe, die Rippenanläufe sind durch die Putzschicht einer Renovierung im 19. Jahrhundert abgedeckt. Die Fenster im Chor sind gotische Maßwerkfenster, die Sakramentsnische hat ein gotisches Gitter.

## Karner

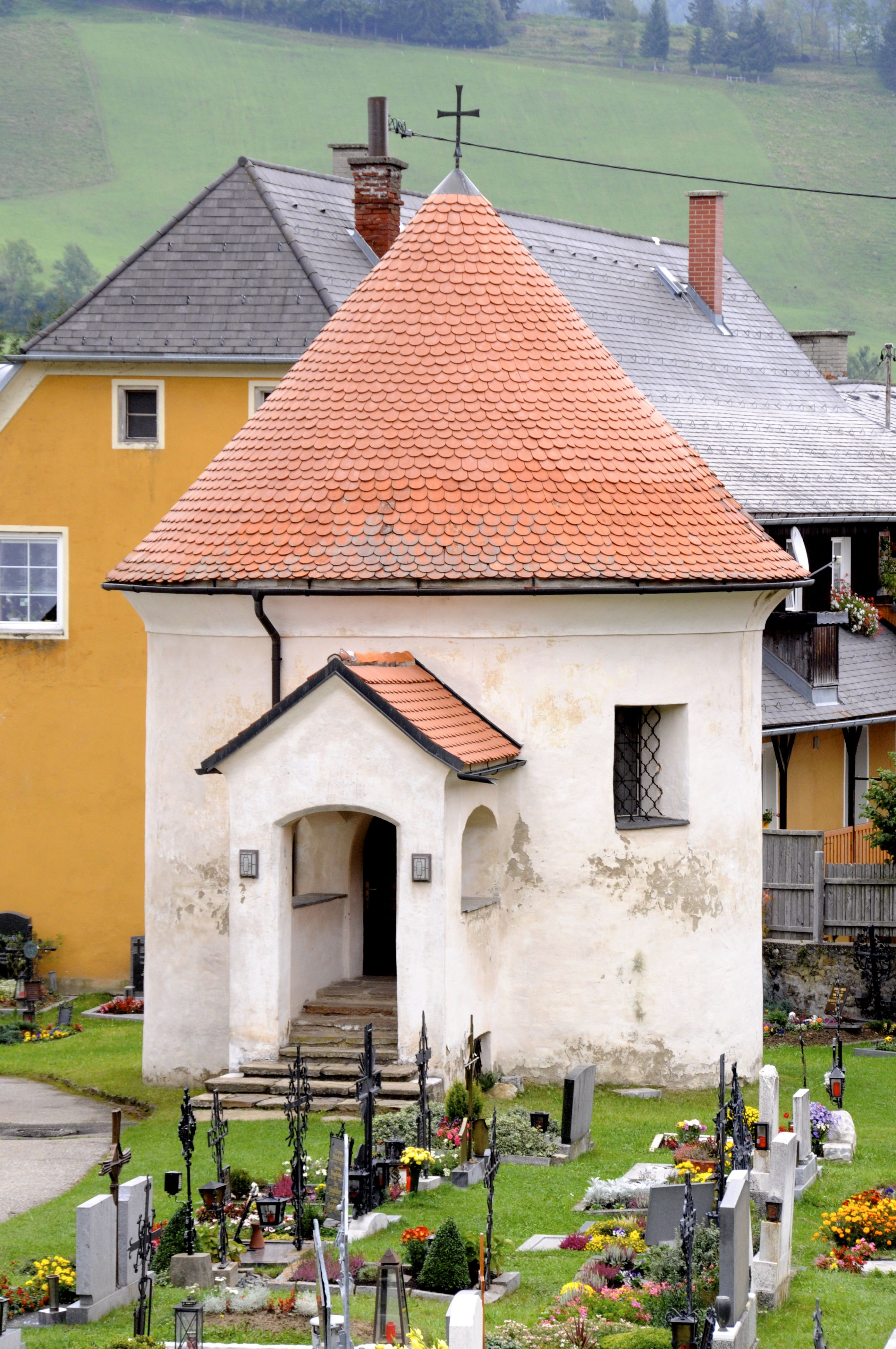
Der Karner im Friedhof

Der Karner steht südöstlich der Kirche dient als Kriegergedächtniskapelle. Der romanische Rundbau mit einer abgetreppten Erkerapsis trägt ein Kegeldach und hat einen gedeckten Stiegenvorbau. Den Altar schuf der Bildhauer Schürmann.

## Ausstattung
Der Hochaltar aus der Mitte des 18. Jahrhunderts trägt die Figuren Jakobus zwischen Leonhard und Bischof, der Tabernakel trägt einen Pelikan seine Jungen mit seinem Blute nährend.
Der Taufstein ist spätgotisch.